# Hank Steinberg
Hank Steinberg, né le 19 novembre 1969 à Great Neck (New York), est un producteur de télévision et scénariste américain.
On lui doit FBI : Portés disparus (depuis 2002) et The Nine : 52 heures en enfer (1 saison, 2007). Et il a également créé The Last Ship, série télévisée américaine de science-fiction post-apocalyptique (depuis 2014), avec Steve Kane.